# Спиридон (Абуладзе)
Архиепи́скоп Спиридо́н (груз. მთავარეპისკოპოსი სპირიდონი, в миру Го́ча Ота́рович Абула́дзе, груз. გოჩა ოთარის ძე აბულაძე; 14 июня 1950, Зестафони, Грузинская ССР) — епископ Грузинской православной церкви, архиепископ Схалтский.

## Биография
В 1967 году окончил среднюю школу № 4 в Зестафони. После окончания школы в 1967—1972 годах учился на факультете кибернетики Тбилисского государственного университета, а в 1972—1976 годах — в аспирантуре того же университета по специальности кибернетика.
С 1975 года аспирант Гоча Абуладзе работал научным сотрудником на различных кафедрах Тбилисского государственного университета под руководством академика В. В. Чавчанидзе, с 1976 года — на кафедре автоматизированных систем управления Грузинского политехнического института. В 1978—1979 годах Гоча Абуладзе был старшим научным сотрудником Института хирургии, а с 1979 года — Института повышения квалификации руководителей народного хозяйства. Здесь он читал лекции сотрудникам Кабинета правительства Грузии по направлению систем управления.
В 1980-х и 1990-х годах активно участвовал в национально-освободительном движении, продвигая интересы Грузинской православной церкви. С 1987 года работал в библиотеке Грузинской патриархии.
21 сентября 1990 года, в праздник Рождества Пресвятой Богородицы, в кафедральном соборе Рождества Пресвятой Богородицы в Батуми митрополит Батумский Константин (Меликидзе) рукоположил Гочу Абуладзе во диакона и нарёк его Григорием. Служил клириком Батумского собора. 4 декабря 1990 года, в праздник Вознесения Пресвятой Богородицы, в Джихетском монастыре митрополит Константин рукоположил его во пресвитера и назначил его настоятелем монастыря Пресвятой Богородицы в Схалти. В начале 1991 года в Хуло была открыта духовная школа, руководство которой по благословению Католикоса-Патриарха всея Грузии Илии II было возложено на отца Григория Абуладзе.
25 ноября 1991 года по благословению Католикоса-Патриарха всея Грузии Илии II, священник Григорий был назначен настоятелем монастыря святой Нино Бодбийской епархии и монастыря святого Стефана Хирсельского в Хирсе. С того времени священник Григорий служил настоятелем монастыря Святого Стефана Хирсельского и монастыря Пресвятой Богородицы Святой Нино в Бодбе.
В январе 1994 года в Зестапони была открыта Свято-Николаевская духовная школа, которая готовила воспитателей дошкольных учреждений и сестёр милосердия. По благословению Католикоса-Патриарха всея Грузии Ильи II был назначен ректором этого учебного заведения. В 1994 году Католикос-Патриарх всея Грузии Илья II даровал священнику Григорию звание протоиерея и право носить митру за верное служение в церкви.
По инициативе протоиерея Григория в 1995-1998 годах 100-150 детей из Саингило были доставлены летом в детский лагерь Зестапони, и в течение одного месяца их обучали грузинской истории, грузинской литературе и христианской вере. 25 февраля 1997 году, по благословению Католикоса-Патриарха всея Грузии Ильи II протоиерей Григорий основал в Зестапони пансионат для сирот и детей, оставшихся без попечения родителей. В 2004 году Илия II поручил протоиерею Григорию создать детский дом в Ниноцминде, Джавахети.
21 декабря 2006 года решением Священного синода Грузинской православной церкви избран епископом Схалтским. 22 декабря того же года пострижен в монашество с именем Спиридон. 23 декабря того же года был возведён в сан архимандрита. 24 декабря года в соборе Светицховели был рукоположен во епископа Схалтского.
17 апреля 2013 года был возведён в достоинство архиепископа.
13 марта 2022 года во время воскресной проповеди сказал, что Россия, Украина и Белоруссия в будущем снова объединятся в одно государство: «Украина, Белоруссия и Россия объединятся, будет образована одна Великая Святая Русь, затем в Грузии будет восстановлена монархия». Он призвал молиться за то, чтобы украинцы и русские помирились и были вместе. Он также заявил, что происходящее с Украиной это «наказание» свыше за проведение гей-парадов в Киеве, который является «уделом Пресвятой Богородицы».